# GNU Name System
GNU Name System (GNS) est un système de DNS alternatif, utilisant un fonctionnement en pair-à-pair, le TLD .gnu, et principalement utilisé par le système GNUnet, dont il utilise l'algorithme DHT pour les requêtes de résolution de noms. Il se veut garant de l'anonymat et utilise la DHT de Gnunet. Il est mentionné, avec Namecoin dans le brouillon de l'Internet Engineering Task Force sur les services de nom en P2P 
Son aspect décentralisé, lié à son utilisation d'un réseau pair-à-pair, en fait un système DNS pouvant échapper à la censure gouvernementale.
Les utilisateurs de GNS gèrent leurs propres zones DNS contenues dans le TLD .gnu. Comme dans le cas des DNS, le propriétaire d'une zone peut déléguer un sous-ensemble à une zone gérée par un autre administrateur.

## Présentation
À partir de 2012, le projet Gnu Name System (GNS) a été développé dans le cadre du projet GNUnet par Christian Grothoff, actuellement chercheur à L'Inria,. Gnu Name System est basé sur deux niveaux de noms, afin de résoudre le triangle de Zooko : le premier niveau de nommage utilise un système de clés cryptographiques, le nom étant la clé publique ou son condensat cryptographique (dans le TLD .zkey). Le second niveau permet l'utilisation de noms manipulables par des humains, définis par chaque internaute pour son usage : les petnames. Dans ce système, chaque utilisateur est son propre serveur racine.